# Lassay-les-Châteaux
Lassay-les-Châteaux település Franciaországban, Mayenne megyében. Lakosainak száma 2243 fő (2022. január 1.). Lassay-les-Châteaux Le Housseau-Brétignolles, Ambrières-les-Vallées, Chantrigné, Charchigné, Chevaigné-du-Maine, Le Horps, Saint-Julien-du-Terroux, Sainte-Marie-du-Bois, Thubœuf és Juvigny Val d'Andaine községekkel határos.

## Népesség
A település népességének változása:
| Lakosok száma | 1806 | 2595 | 2459 | 2450 | 2393 | 2333 | 2253 | 2234 | 2239 | 2243 |
|               | 1968 | 1982 | 1990 | 2006 | 2013 | 2015 | 2017 | 2019 | 2020 | 2022 |